# Amanda Hendrix
Amanda R. Hendrix (née le 21 mai 1968) est une planétologue américaine connue pour ses études pionnières sur les corps du Système solaire aux longueurs d'onde ultraviolettes,. Elle est scientifique principale au Planetary Science Institute (en). Ses intérêts de recherche comprennent la composition de la surface de la Lune et des astéroïdes, les effets de l'altération spatiale et les produits de rayonnement. Elle est co-chercheuse sur l'instrument UVIS de Cassini,,,, a été co-chercheuse sur l'instrument UVS de Galileo (en) , est scientifique participante sur l'instrument LAMP du Lunar Reconnaissance Orbiter et est chercheuse principale sur les programmes d'observation du télescope spatial Hubble. En 2019, elle est également co-responsable du groupe mondial de l'Ocean Worlds Exploration Program (en).
Avant de rejoindre le PSI, Hendrix a travaillé pendant 12 ans au Jet Propulsion Laboratory dans le groupe Comètes, astéroïdes et satellites. Elle a été scientifique adjointe du projet pour la mission Cassini-Huygens (2010-2012).
Hendrix était finaliste au poste d'astronaute de la NASA en 2000.
Elle a obtenu une licence en ingénierie aéronautique de l'université d'État polytechnique de Californie et une maîtrise et un doctorat en sciences de l'ingénierie aérospatiale de l'université du Colorado à Boulder.
Depuis 2024, elle est rédactrice en chef du Journal of Geophysical Research.

## Prix et distinctions
Hendrix a reçu le prix Lew Allen pour l'excellence (en) en 2006. L'astéroïde (6813) Amandahendrix a été nommé en son honneur. La citation officielle de la dénomination a été publiée par le Centre des planètes mineures le 25 septembre 2018.
Elle a été nommée membre de l'Union américaine d'astronomie en 2024, « pour ses études de grande envergure éclairant le traitement thermique, irradiatif et exogène de diverses espèces sur les petites surfaces corporelles du Système solaire ; la gestion de systèmes scientifiques autonomes complexes ; et son service dévoué aux communautés des sciences planétaires et spatiales ».

## Médias et sensibilisation
Pendant son séjour au JPL, Hendrix a écrit plusieurs articles de blog sur les résultats de Cassini et a participé à Cassini Scientist for a Day à plusieurs reprises,,,. Hendrix a donné une conférence Von Karman (Enceladus: The newest wrinkle from Saturn's tiger-striped moon) à Pasadena en 2008 et la conférence Kepler (Lunar Exploration: From the Apollo Era to the Future) au Mt. San Antonio College (en) en 2013. Elle est apparue dans plusieurs épisodes de  la chaîne Youtube de The Universe de History et How the Universe Works de Discovery. Elle a pris la parole au programme Cassini de l'observatoire Griffith en 2009 et a écrit pour le Planetary Report.
Hendrix a enseigné des cours de premier et de deuxième cycle à l'université d'État polytechnique de Californie à Pomona, Mt. San Antonio College (en) et à l'université du Colorado à Boulder.